# Američka kuna
Američka kuna (Martes americana) sjevernoamerički je član roda Martes unutar potporodice Mustelinae svrstane u porodicu Mustelidae. Razlikuje se od kune ribolovca (Martes pennanti) po svojoj manjoj veličini, smeđoj boji krzna i nepravilno oblikovanom uzorku na prsima koji je svijetle boje.

## Rasprostranjenost
Američka kuna živi u zrelim crnogoričnim ili miješanim šumama Aljaske i Kanade, te sjeveru Stjenjaka. Hvatanje u zamke i krčenje njenog prirodnog staništa smanjili su broj populacije, no brojnija je od populacije kune ribolovca. Newfoundlandska podvrsta ove životinje (Martes americana atrata) smatra se ugroženom.

## Obilježja
Američka kuna ima duguljasto i vitko tijelo prekriveno sjajnim smeđim krznom sa svjetlije obojenim vratom, dugim kitnjastim repom i zašiljenom njuškom. Njene se kandže daju djelomično uvući, pomažući joj pritom pri penjanju na drveće. Također ima prilično velike jastučiće na stopalima u razmjeru na njenu tjelesnu težinu što joj dopušta hodanje u snijegu. Ovo pruža američkoj kuni prednost u područjima s teškim snijegom.
Krzno američke kune sjajno je i raskošno, nalikujući na krzno njenoj rođaka samura. Na prijelazu dvadesetog stoljeća, populacija američke kune desetkovana je zbog trgovine njenim krznom. Brojne mjere zaštite i uvođenje jedinki u prirodna staništa dovele su do oporavka populacije, no krčenje šuma i dalje predstavlja problem populacijama američke kune u većini njenog staništa. Lov na američku kunu trenutačno je zakonit u određenim područjima tijekom kratkih sezona lova.

## Ponašanje
Američka je kuna većinom aktivna danju, rano ujutro ili kasno poslije podne. U pravilu je samotna životinja izvan sezone parenja. Mužjaci brane svoj teritorij i mogu biti veoma agresivni prema mužjacima svoje vrste. Parenje se ovdje tijekom ljeta, no usađivanje oplođenog jajašca odgađa se te se sljedeće proljeće kote jedno do petero mladunaca.
Ova je životinja svejed, preferirajući hvatanje i prehranjivanje malenim sisavcima, posebice američkim crvenim vjevericama (Tamiasciurus hudoniscus), no spremno jede i ribu, žabe, kukce, strvinu, voće i ostalu hranu biljnog podrijetla kada joj je dostupna.

## Drugi projekti
|  | Zajednički poslužitelj ima stranicu o temi Martes americana |
|  | Wikivrste imaju podatke o taksonu američkoj kuni            |